# Кубок Литви з футболу 2011—2012
Кубок Литви з футболу 2011–2012 — 23-й розіграш кубкового футбольного турніру в Литві. Титул вшосте здобув «Жальгіріс».

## Календар
| Раунд           | Дата                       | Матчі | Клуби   |
| --------------- | -------------------------- | ----- | ------- |
| Перший раунд    | 5 червня 2011              | 22    | 65 → 43 |
| Другий раунд    | 3 липня 2011               | 11    | 43 → 32 |
| Третій раунд    | 23 серпня - 9 вересня 2011 | 8     | 32 → 24 |
| Четвертий раунд | 27-28 вересня 2011         | 8     | 24 → 16 |
| 1/8 фіналу      | 18-19 жовтня 2011          | 8     | 16 → 8  |
| 1/4 фіналу      | 2 листопада 2011           | 4     | 8 → 4   |
| 1/2 фіналу      | 10-11/25 квітня 2012       | 4     | 4 → 2   |
| Фінал           | 20 травня 2012             | 1     | 2 → 1   |

## Четвертий раунд
| Команда 1       | Рахунок | Команда 2    |
| --------------- | ------- | ------------ |
| 27 вересня 2011 |         |              |
| Каунас          | 3:0     | Гранітас (3) |
| Джамбо (4)      | 2:1     | Атлетас (2)  |
| Ліфоса (2)      | 7:2     | Вента (2)    |
| 28 вересня 2011 |         |              |
| Тракай (2)      | 0:4     | Атлантас     |
| Бекентас (3)    | 0:2     | Полонія (3)  |
| Мажейкяй        | 3:1 дч  | Дайнава      |
| Лієтава (2)     | 0:1     | РЕО (2)      |
| Шилуте (2)      | 0:1     | Невежис (2)  |

## 1/8 фіналу
| Команда 1      | Рахунок         | Команда 2   |
| -------------- | --------------- | ----------- |
| 18 жовтня 2011 |                 |             |
| Ліфоса (2)     | 5:1             | Клайпеда    |
| Каунас         | 5:0             | Джамбо (4)  |
| Банга          | 9:1             | Полонія (3) |
| 19 жовтня 2011 |                 |             |
| Круоя          | 1:1 дч пен. 5:4 | Мажейкяй    |
| Таурас         | 1:2             | РЕО (2)     |
| Судува         | 9:0             | Атлантас    |
| Шяуляй         | 0:1             | Жальгіріс   |
| Екранас        | 2:0             | Невежис (2) |

## 1/4 фіналу
| Команда 1        | Рахунок         | Команда 2 |
| ---------------- | --------------- | --------- |
| 2 листопада 2011 |                 |           |
| Круоя            | 1:2 дч          | Екранас   |
| Ліфоса (2)       | 1:7             | РЕО (2)   |
| Каунас           | 0:3             | Судува    |
| Жальгіріс        | 0:0 дч пен. 5:4 | Банга     |

## 1/2 фіналу
| Команда 1           | Заг.    | Команда 2 | 1-й матч | 2-й матч |
| ------------------- | ------- | --------- | -------- | -------- |
| 10/25 квітня 2012   |         |           |          |          |
| РЕО (2)             | 0:2     | Екранас   | 0:2      | 0:2      |
| 11/25 квітня 2012   |         |           |          |          |
| Жальгіріс (Вільнюс) | 2:2 (ч) | Судува    | 1:0      | 1:2      |

## Фінал
| 20 травня 2012 16:00 (EEST) |

| Жальгіріс (Вільнюс) | 0:0 дч   | Екранас |
| ------------------- | -------- | ------- |
|                     | Протокол |         |

| АРВІ Арена, Маріямполе Глядачів: 3 000 Арбітр: Гедимінас Мажейка |

|                                       |     | Пенальті                                  |  |
| Комолов · Скерла · Гргурович · Кукліс | 3:1 | Радавичюс · Кучіс · Каваляускас · Урдинов |  |